# Cratere Campano

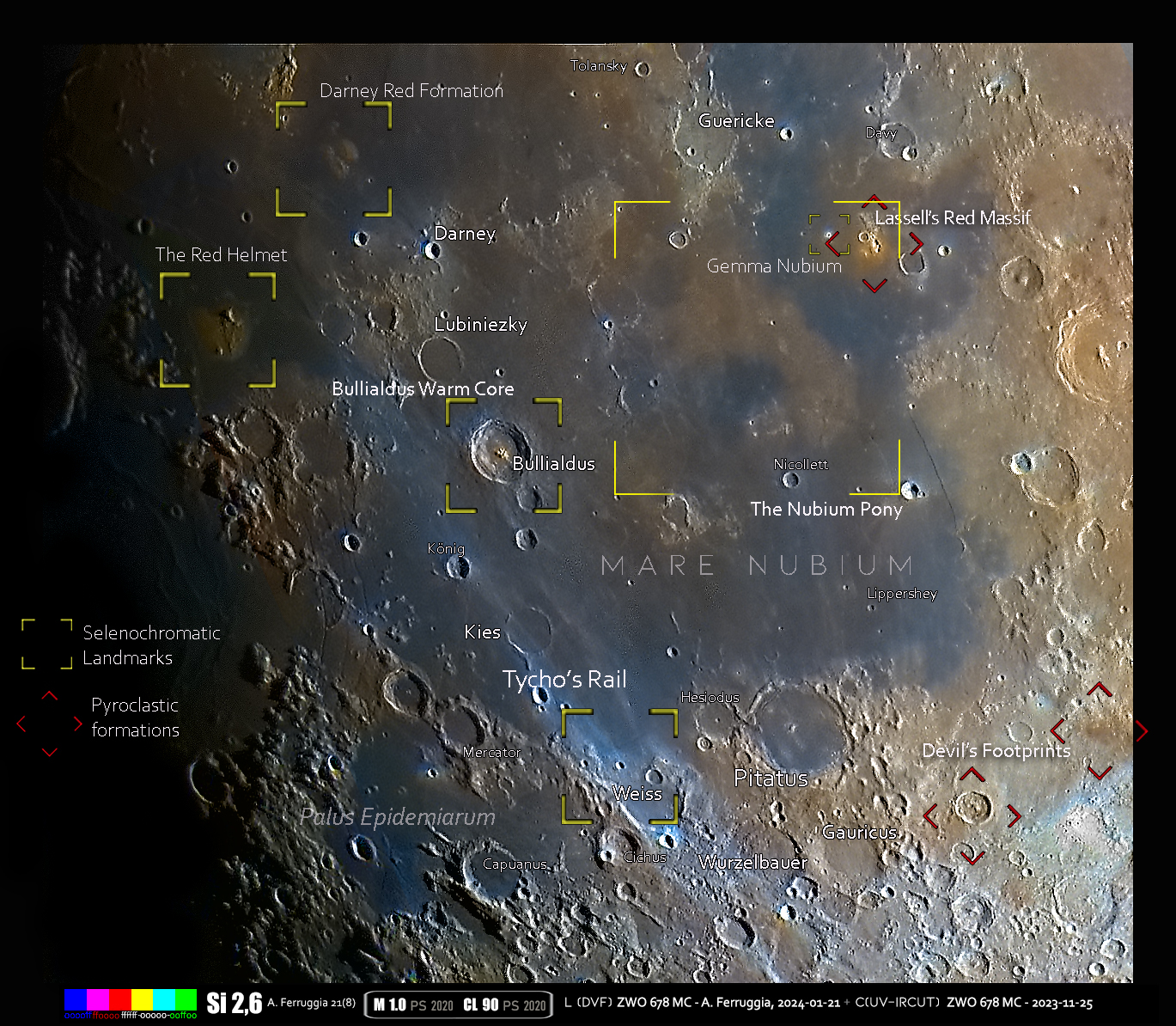
Immagine selenocromatica dell'area del cratere (a sinistra)

Campano, o ufficialmente Campanus, è un cratere lunare di 46,41 km situato nella parte sud-occidentale della faccia visibile della Luna. Forma con il cratere Mercator una coppia di crateri lungo il margine sud-orientale del Mare Nubium.
Ai piedi delle pendici meridionali di Campanus si trova il Palus Epidemiarum e a sud-ovest si trova il cratere Dunthorne. Ad ovest di Campano si trova un sistema di rimae noto come Rimae Hippalus, mentre a sud si trova il sistema noto come Rimae Ramsden.
Il bordo di Campanus è approssimativamente circolare, con un ingrossamento esterno lungo il margine ovest ed uno interno verso nord-nord-ovest. Le pendici esterne non sono erose in modo significativo, mentre l'interno è stato ricoperto da lava basaltica, con solo un resto del picco centrale. La superficie interna ha la stessa bassa albedo del mare circostante, che conferisce al cratere un aspetto opaco.
Il cratere è dedicato al matematico e astronomo italiano Campano da Novara.

## Crateri correlati
Alcuni crateri minori situati in prossimità di Campanus sono convenzionalmente identificati, sulle mappe lunari, attraverso una lettera associata al nome.
| Campanus | Coordinate            | Diametro (in km) |
| -------- | --------------------- | ---------------- |
| A        | 25°59′24″S 28°40′12″W | 11,14            |
| B        | 29°19′12″S 29°14′24″W | 5,85             |
| G        | 28°39′36″S 31°21′36″W | 8,22             |
| K        | 26°42′00″S 28°25′12″W | 4,76             |
| X        | 27°50′24″S 27°24′36″W | 3,13             |
| Y        | 27°52′48″S 28°13′12″W | 4,39             |